# Монгольское завоевание Грузии
Монгольское завоевание Грузинского царства — серия из нескольких крупных вооружённых столкновений между монгольскими и грузино-армянскими войсками, а также множества мелких стычек и набегов во второй четверти XIII века, итогом которых стал крах грузинского царства и продолжение монгольской экспансии.
Монголы впервые появились в Закавказье в 1220 году, во время преследования хорезмского шаха. Попутно монголам удалось разбить грузино-армянскую армию, но они не стали развивать достигнутый успех и отклоняться от первостепенной цели похода, и сразу после этого ушли на север. В 1236 году, разгромив Хорезм и подготовившись к новому походу, монголы вернулись, и в этот раз им удалось подчинить Грузинское царство, Румский султанат и Трапезундскую империю. Монгольское правление в Закавказье длилось до 1330 года, после чего царь Георгий Блистательный сумел добиться независимости и на короткий период снова объединил их.

## Первые контакты
Первое монгольское вторжение в Грузию началось в 1220 году, когда 20 000 монгольских воинов Субэдэя преследовали хорезмшаха на юге от Каспийского моря и вторглись в Закавказье. Грузинский царь Георгий IV Лаша с армией в 60 000 человек пошёл навстречу противнику. В результате битвы в районе долины Котман грузинская армия была сокрушена легкой татарской конницей, а царь Георгий тяжело ранен. Монголы прошли вверх по реке Храми до города Самшвилде, после чего повернули обратно.
Армянский историк Григор Акнерци так описывает пришедших на его землю монгол: 
«Эти татары не походили на людей, ибо вид их был ужасен: головы их были громадны, как у буйволов; глаза узкие, как у цыплят; нос короткий, как у кошки; скулы выдавшиеся, как у собаки; поясница тонкая, как у муравья; ноги короткие, как у свиньи».
В 1227 году, после сражения при Гарни и битвы под Болниси, Грузия была покорена хорезмшахом Джелал ад-Дином. В 1230 году монгольский военачальник Чормаган разгромил хорезмшаха и стал постепенно завоевывать контролируемые им территории.

## Второе нашествие
В 1236 году монголы, покорив Персию, взяли Шамхор, Лори, Ани и Карс. Грузинские князья не сопротивлялись, боясь за собственную жизнь. Согласно армянским и грузинским летописям, только владетель Самцхе, Иване (Иван) Джакели решился на войну, однако его крепость была испепелена татарским войском. Вскоре всё Грузинское царство стало платить монголам дань и обязалась выставлять воинов под их знамёна для боевых походов.

## Монгольское правление
В 1242 году монголы полководца Баджу с армянами и грузинами отправились в поход на Эрзурум (Карин), который без особого труда захватили и разграбили. Вскоре грузинские союзники татар взяли Сивас и Кайсери.
В 1256 году Грузия участвовала в походе на Багдад под командованием князя Давида Улу, а знаменитый царь Давид Нарини Кутаисский уклонился от этой баталии. Отдельные грузинские отряды участвовали в сражении с Египтом при Айн-Джалуте.
В 1260 году, монгольские войска под предводительством Хулагу, в союзе с царем Киликийской Армении Хетумом I и его зятем Боэмундом VI, и при участии грузинского войска поочередно захватили Алеппо и Дамаск.  Вскоре, вопрос о наследовании монгольской империи после смерти Менгу вынудил Хулагу возвратиться в Монголию. Во главе монгольских войск был оставлен христианин Китбука, который вскоре после отъезда Хулагу в битве при Айн-Джалуте потерпел сокрушительное поражение от мамлюков. Успех последних стал возможен благодаря тому, что крестоносцы Акры пропустили мамлюков через свои владения. 
В 1261 году монголы разгромили Давида Улу за уклонение воинской повинности и неуплату дани. В наказание Западная Грузия была сожжена и разграблена. Имеретинским царем, отколовшим это новое царство от Грузии, стал Давид Нарини Кутаисский.
29 октября 1281 года совместная армия 50 000 монголов, Армянского Киликийского Царства и 30 000 грузин штурмовали Хомс, занятый мамлюками.  Крестоносцы находившиеся в регионе отказались поддержать действия против мамлюков. Поражение в битве имело катастрофические  последствия для региона: Левон не имея больше сил вести войну, в 1285 году соглашаясь на уступки заключает десятилетний мирный договор с мамлюками. Одновременно с этим сильно ослабевает монгольское присутствие в регионе. Захват мамлюками государства крестоносцев, выразивших нейтралитет во время битвы при Хомсе, стал вопросом времени. 
В 1288 году грузинский царь Деметре II Самопожертвователь подавлял антимонгольский бунт в Дербенте и разгромил мятежного визиря Бугу.
В 1293 году грузинский правитель Давид VIII подвергся удару монголов с юга и осетин с севера.
В 1315 году грузинские войска Георгия Блистательного подавляли антимонгольские восстания в Малой Азии. Вскоре этот царь разгромил осетин и имеретинцев, а позже отказался платить дань передравшимся друг с другом монголам. Грузия получила 50 лет спокойствия.